# Juan Manuel Capeluto
Juan Manuel Capeluto Olivera (ur. 17 kwietnia 1996 w Montevideo) – urugwajski piłkarz występujący na pozycji środkowego obrońcy, od 2025 roku zawodnik meksykańskiego Correcaminos UAT.